# Xã Maple Forest, Michigan
Xã Maple Forest (tiếng Anh: Maple Forest Township) là một xã thuộc quận Crawford, tiểu bang Michigan, Hoa Kỳ. Năm 2010, dân số của xã này là 653 người.